# Paul Lacôme
Paul-Jean-Jacques Lacôme d'Estalenx, plus connu sous le nom de Paul Lacôme, est un compositeur et critique musical français, né le 4 mars 1838 au Houga (Gers) où il est mort le 12 décembre 1920.
Il s'illustra principalement dans le domaine lyrique, composant une douzaine d'opéras-comiques, d'opéras-bouffes et d'opérettes. Il fut un ami intime d'Emmanuel Chabrier, avec lequel il entretint une importante correspondance.

## Biographie
Fils d'Auguste Lacome et de Clémentine d'Estalenx, il est adopté par sa tante Elvire d'Estalenx en 1870 et ajoute à son patronyme le nom de sa mère, d'une vieille famille du Houga en voie d'extinction. Il épouse en 1882 Gabrielle du Lau-Lusignan, d'une famille de Laujuzan, voisine du Houga. Ayant eu le malheur de perdre un fils en 1917 et son épouse en 1918, il laisse un fils Marc, dit Jean-François, Lacôme d'Estalenx.  
Il devient rédacteur en chef avec Edmond Neukomm en 1867 de L'Année musicale, reprise de la revue lancée par Paul Scudo, et qui n'eut qu'un seul volume.

## Œuvre
- Épicier par amour, opérette, Folies-Marigny, 1870
- En Espagne, opérette, Tertulia (café-concert), 1872
- La Dot mal placée, opéra-bouffe en trois actes, livret de Georges Mancel, Athénée, 28 février 1873
- Le Mouton enragé, opéra-comique en un acte, livret d’Adolphe Jaime et Jules Noriac, Folies-Dramatiques, 27 octobre 1873
- Jeanne, Jeannette et Jeanneton, opéra-comique en un prologue et trois actes, livret de Charles Clairville et Alfred Delacour, Folies-Dramatiques, 27 octobre 1876
- Pâques fleuries, opéra-comique en trois actes, livret de Charles Clairville et Alfred Delacour, Folies-Dramatiques, 21 octobre 1879
- Le Beau Nicolas, opéra-comique en trois actes, livret d’Albert Vanloo et Eugène Leterrier,  Folies-Dramatiques, 8 octobre 1880
- Madame Boniface, opéra-comique en trois actes, livret de Charles Clairville et Ernest Depré, Bouffes-Parisiens, 20 octobre 1883
- Myrtille[2], opéra-comique en quatre actes, livret d’Émile Erckmann, Alexandre Chatrian et Maurice Drack, Gaîté, 27 mars 1885
- Les Saturnales, opéra-bouffe en trois actes, livret d’Albin Valabrègue, Nouveautés, 26 septembre 1887
- La Gardeuse d'oies, opéra-comique en trois actes, livret d’Eugène Leterrier et Albert Vanloo, Renaissance, 26 octobre 1888
- Ma mie Rosette[3], opéra-comique en quatre actes, livret de Jules Prével et Armand Liorat, Folies-Dramatiques, 4 février 1890
- La Fille de l'air, opérette fantastique en quatre actes et sept tableaux des frères Cogniard et H. Raymond, nouveau livret d’Armand Liorat, nouvelle musique de Lacôme Folies-Dramatiques, 20 juin 1890
- Mademoiselle Asmodée, opérette en trois actes en collaboration avec Victor Roger, livret de Charles Clairville et Paul Ferrier, Renaissance, 23 novembre 1891
- Le Cadeau de noces, opérette en quatre actes, livret d’Armand Liorat, Stop et Fernand Hue, Bouffes-Parisiens, 20 janvier 1893
- Le Bain de Monsieur, opérette en un acte, livret d’Octave Pradels et Mancel, Eldorado, 12 septembre 1895
- Le Maréchal Chaudron, opéra-comique en trois actes, livret d’Henri Chivot, Jean Gascogne et Georges Rolle, Gaîté, 27 avril 1898
- Les Quatre Filles Aymon,  opérette en trois actes en collaboration avec Victor Roger, livret d’Armand Liorat et Albert Fonteny, Folies-Dramatiques, 20 septembre 1898

Il est également le compositeur de nombreux autres morceaux, notamment un trio pour piano, violon et violoncelle, et des pièces vocales dont le duo pour voix égales Estudiantina qui inspira la valse du même nom à Emile Waldteufel ou le cantique Chantez Noël.